# أتسوشي ياسودا
أتسوشي ياسودا (باليابانية: 安田篤؛ بالكانا: やすだ あつし) هو عالم نبات ياباني، ولد في 1868 في طوكيو في اليابان، وتوفي في 1924.